# 대하마회
대하마회(大賀摩會, 생몰년 미상)는 거란(契丹)의 추장(酋長)이다. 정관(貞觀) 2년 (628년) 부족(部族)들과 함께 당나라(唐羅羅)에 귀의하였으며, 이에 일릭 카간(伊利可汗)은 장안(長安)으로 사신(使臣)을 보내어 양사도(梁師都)와 거란(契丹)을 교환(交換)하자고 요청(要請)하였으나, 당 태종(唐 太宗)은 이를 거절하였다.

## 가계
- 아버지 : 대하돌라(大賀咄羅)
- 어머니 : 미상(未詳)
  - 국왕 : 대하마회(大賀摩會)
  - 부인 : 미상(未詳)
    - 아들 : 대하굴가(大賀窟哥)
    - 며느리 : 미상(未詳)

## 참고 문헌
- 《구당서(舊唐書)》
- 《신당서(新唐書)》